# إيرين دين
إيرين دين (بالإنجليزية: Erin Dean)‏ هي ممثلة أمريكية، ولدت في 18 أكتوبر 1980 في الولايات المتحدة.

## أعمال

### أفلام
- (1997) لوليتا

## وصلات خارجية
- إيرين دين على موقع IMDb (الإنجليزية)
- إيرين دين على موقع قاعدة بيانات الفيلم (الإنجليزية)
- إيرين دين على موقع كينوبويسك (الروسية)